# Marceli Szarota
Marceli Szarota (ur. 26 kwietnia 1876 w Warszawie, zm. 23 grudnia 1951 w Otwocku) – polski dziennikarz i dyplomata, delegat rządu RP przy Komisji Międzysojuszniczej w Kłajpedzie (1919–1921), redaktor naczelny „Gazety Lwowskiej” (1927–1935).

## Życiorys
W 1900 wstąpił do PPS, za działalność socjalistyczną był więziony (1900–1901). W latach 1901–1907 przebywał we Francji i Szwajcarii, był członkiem paryskiego oddziału PPS. 
W 1908 uzyskał doktorat z filozofii na Uniwersytecie w Berlinie. Po powrocie do Polski pracował jako dziennikarz. W 1914 zaciągnął się do Legionów Polskich, podczas I wojny światowej reprezentował obóz niepodległościowy jako wysłannik w Skandynawii, następnie po 1918 był wysłannikiem Ministerstwa Spraw Zagranicznych (MSZ) w Chorwacji i Słowenii oraz radcą i chargé d’affaires w Wiedniu (1919–1921). Sprawował funkcję delegata rządu RP przy Komisji Międzysojuszniczej w Kłajpedzie (1921–1923) oraz zastępcy chargé d’affaires w Charkowie (1923–1924) – de facto posła przy rządzie Ukraińskiej SRR. W 1924 został zwolniony z pracy w MSZ i poświęcił się dziennikarstwu. Był redaktorem naczelnym „Gazety Lwowskiej” (1927–1935). W II połowie lat 30. pracował w Polskim Związku Zachodnim.
Był wolnomularzem, należał do paryskiej loży „Agni”.
Został pochowany na cmentarzu parafialnym w Otwocku (sektor VII-7-377).

## Życie prywatne
Był dwukrotnie żonaty. Pierwszą żoną była Irena z Jankowskich h. Jastrzębiec. Od 1903 drugą żoną była pisarka Eleonora Kalkowska, z którą mieli córkę Elidę Marię, germanistkę i syna Ralfa (1906–1994), ekonomistę. Ich wnukiem jest historyk Tomasz Szarota.

## Ordery i odznaczenia
- Złoty Krzyż Zasługi (28 czerwca 1939)[2]